# Tiffany Haddish

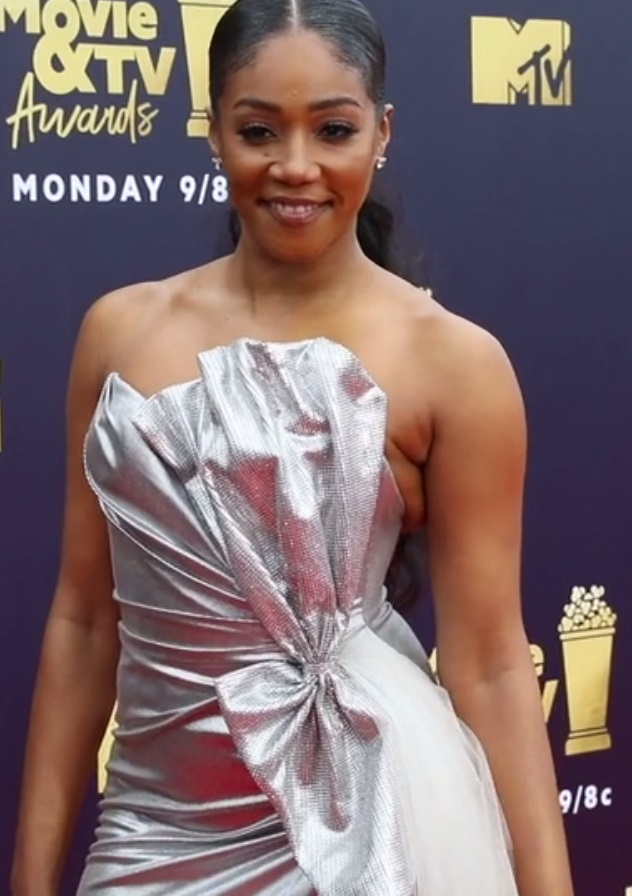
Tiffany Haddish (2018)

Tiffany Haddish (ur. 3 grudnia 1979 w Los Angeles) – amerykańska aktorka, scenarzystka, producentka i stand-uperka.

## Życiorys
Według Tiffany Haddish, rozśmieszanie innych w dzieciństwie i wczesnej młodości pomagało jej radzić sobie z problemami w rodzinie – wychowywała się bez ojca, zaś matka w wyniku urazu mózgu zaczęła wykazywać agresywne zachowania (ze względu na stan zdrowia matki Haddish trafiła na pewien okres do pieczy zastępczej) – oraz w grupie rówieśniczej. Za namową pracownika socjalnego wizęła udział w warsztatach stand-upu Laugh Factory Comedy Camp, co zadecydowało o wyborze przez nią drogi życiowej – zostaniu zawodową artystką komediową. Została członkinią zespołu artystycznego Laugh Factory i regularnie tam występowała.
Tiffany Haddish zagrała m.in. role drugoplanowe w serialu The Carmichael Show i filmie Keanu, jednak przełomem w jej karierze okazał się występ w produkcji Laski na gigancie z 2017 roku (pozostałe główne role w tym filmie odegrały Queen Latifah, Regina Hall i Jada Pinkett Smith); zdaniem krytyków rola w Laskach na gigancie była tym w karierze Tiffany Haddish, czym rola w Druhnach dla Melissy McCarthy.
W 2017 roku ukazała się książka The Last Black Unicorn, stanowiąca zbiór historii z życia Tiffany Haddish; współautorem tej pozycji jest Tucker Max.
W wieku 17 lat poczęła zbliżać się do tradycji żydowskich (tego wyznania byli jej przodkowie ze strony ojca). Bat micwa artystki odbyła się w jej 40. urodziny.
W 2019 roku uzyskała obywatelstwo Erytrei – kraju, z którego terytorium jej ojciec wyjechał do USA. Bywała później krytykowana za poparcie udzielane erytrejskiemu prezydentowi Isajasowi Afewerkiemu, uznawanemu za dyktatora.
W 2018 zdobyła Nagrodę Emmy (Primetime Emmy Award for Outstanding Guest Actress in a Comedy Series) za występ w Saturday Night Live. W tym samym roku „Time” zaliczył ją do 100 najbardziej wpływowych osób na świecie, a jej zdjęcie znalazło się na jednej z sześciu wersji okładki tygodnika. W 2021 Black Mitzvah Tiffany Haddish została nagrodzona Nagrodą Grammy w kategorii Best Comedy Album.

## Filmografia

### Filmy
| Rok  | Tytuł                                         | Rola                     | Uwagi           |
| ---- | --------------------------------------------- | ------------------------ | --------------- |
| 2001 | Kate i Leopold                                | panna Tree               |                 |
| 2004 | Poster Boy                                    | Bookstore Lady #14       |                 |
| 2005 | Adam i Steve                                  | Ruth                     |                 |
| 2006 | W pogoni za sławą                             | Joelle                   |                 |
| 2007 | Norbit                                        | organizatorka            |                 |
| 2009 | Jak by to sprzedać                            | Stewardess Stacey        |                 |
| 2009 | Asystent wampira                              | Gertha Teeth             |                 |
| 2010 | Pewnego razu w Rzymie                         | Ilona                    |                 |
| 2010 | Walentynki                                    | panna Gilroy             |                 |
| 2010 | Shrek Forever                                 | czarownice (głosy)       |                 |
| 2010 | Idol z piekła rodem                           | asystentka               |                 |
| 2010 | Kolacja dla palantów                          | Susana                   |                 |
| 2010 | Stosunki międzymiastowe                       | Barmanka                 |                 |
| 2010 | Toy Story 3                                   | Trixie (głos)            |                 |
| 2011 | Toy Story: Wakacje na Hawajach                | Trixie (głos)            | krótkometr.     |
| 2011 | Jak po maśle                                  | Carol-Ann Stevenson      |                 |
| 2011 | Muppety                                       | Moderator                |                 |
| 2012 | Sleepwalk with Me                             | Cynthia                  |                 |
| 2013 | Minionki rozrabiają                           | Shannon (głos)           |                 |
| 2013 | Klopsiki kontratakują                         | Barb (głos)              |                 |
| 2013 | Obóz integracyjny                             | Brenda                   |                 |
| 2015 | Piknik z niedźwiedziami                       | Mary Ellen               |                 |
| 2016 | Donald Trump's The Art of the Deal: The Movie | Gloria i Deborah (głosy) |                 |
| 2016 | Szefowa                                       | Sandy Haim               |                 |
| 2016 | Keanu                                         | Hi-C                     |                 |
| 2017 | Nocna jazda                                   | Roberta                  |                 |
| 2017 | Literally, Right Before Aaron                 | Talula Orley             |                 |
| 2017 | Kapitan Majtas: Pierwszy wielki film          | Edith (głos)             |                 |
| 2017 | Austin Found                                  | Nancy                    |                 |
| 2017 | Laski na gigancie                             | Dina                     |                 |
| 2018 | Granice                                       | JoJo Jaconi              |                 |
| 2019 | Toy Story 4                                   | Trixie (głos)            |                 |
| 2020 | Mój przyjaciel szpieg                         | Bobbi                    |                 |
| 2020 | Bill i Ted ratują wszechświat                 | Kelly                    |                 |
| 2022 | The Bob’s Burgers Movie                       | Louise Belcher (głos)    | w postprodukcji |

### Seriale (bez ról gościnnych)
| Rok        | Tytuł                           | Rola                    | Uwagi                                   |
| ---------- | ------------------------------- | ----------------------- | --------------------------------------- |
| 2001–2002  | The Education of Max Bickford   | Valerie Holmes          | 3 odc.                                  |
| 2007–09    | Flight of the Conchords         | Mel                     | 21 odc.                                 |
| 2010–15    | WordGirl                        | Victoria Best (głos)    | 5 odc.                                  |
| 2011       | Soul Quest Overdrive            | Tammy (głos)            | 5 odc.                                  |
| 2011–14    | The Heart, She Holler           | Hershe Heartshe         | 6 odc.                                  |
| od 2011    | Bob’s Burgers                   | Louise Belcher (głos)   | w gł. obsadzie nominacja do Annie Award |
| 2012–2013  | Rockefeller Plaza 30            | Hazel Wassername        | 11 odc.                                 |
| 2012–14    | Pora na przygodę!               | Jake Jr. (głos)         | 4 odc.                                  |
| 2012–16    | Wodogrzmoty Małe                | Mabel Pines (głos)      | gł. rola; 39 odc.                       |
| 2013       | Wilfred                         | Anne                    | 4 odc.                                  |
| 2013       | The Hotwives of Orlando         | Amanda Simmons          | 7 odc.                                  |
| 2014–20    | BoJack Horseman                 | Sarah Lynn i inne głosy | 14 odc. nominacja do Nagrody Emmy       |
| 2015–18    | The Last Man on Earth           | Carol Pilbasian         | gł. rola; 65 odc.                       |
| 2019       | Squinters                       | Tina                    | 6 odc.                                  |
| 2019, 2021 | Co robimy w ukryciu             | The Guide               | 8 odc.                                  |
| 2020       | Death Hacks                     | Molly (głos)            | 10 odc.                                 |
| 2021       | The Mysterious Benedict Society | Number Two              | w gł. obsadzie                          |